# Karbach (Unterfranken)
Karbach település Németországban, azon belül Bajorországban. Lakosainak száma 1464 fő (2023. december 31.). Karbach Erlenbach bei Marktheidenfeld, Marktheidenfeld, Roden, Urspringen, Birkenfeld és Remlingen községekkel határos.

## Népesség
A település népessége az elmúlt években az alábbi módon változott:
| Lakosok száma | 1264 | 1384 | 1195 | 1308 | 1440 | 1437 | 1446 | 1446 | 1505 | 1464 |
|               | 1875 | 1950 | 1975 | 1987 | 2012 | 2014 | 2016 | 2017 | 2021 | 2023 |